# Масло Шарант-Пуату
Масло Шарант-Пуату (фр. beurre Charentes-Poitou) — вид сливочного масла, производимого во французском регионе Пуату — Шарант, и имеющего сертификацию Контроля подлинности происхождения (AOC) с 1979 года.
Это масло высшего сорта изготавливается только из сливок на основе пастеризованного молока в четырех департаментах, входящих в регион Пуату — Шарант (Шаранта, Приморская Шаранта, Дё-Севр и Вьенна), а также в департаменте Вандея, входящем в регион Земли Луары.

## Технология производства
Изготовление масла Шарант-Пуату проходит в четыре этапа. Сепарирование сливок происходит путём центрифугирования молока, нагретого до 40 °C. Затем выполняется пастеризация путём нагрева сливок до 92 - 95 °C. Далее происходит вызревание при температуре 9 - 15 °C с добавлением ферментов. И, наконец, сливки превращаются в масло путём перемешивания и растирания — сбивание масла.

## Описание особенностей
Масло Шарант-Пуату отличается от других масел своим чётко выраженным ароматом сметаны, а также более высоким содержанием молочного сахара, который придаёт маслу плодовые нотки вкуса.

## AOC (Контроль подлинности происхождения)
Сертификат Контроля подлинности происхождения накладывает определённые требования: масло должно быть на 100 % натуральным (без красителей, без консервантов и нейтрализаторов кислотности). Органолептические тесты регулярно проводятся французским Национальным институтом происхождения и качества.

## Производство
В 2005 году было произведено 7937 тонн AOC-масла Шарант-Пуату. Это масло выпускается семью производителями (частные предприниматели и кооперативы).